# Heliconius bari
Heliconius bari är en fjärilsart som beskrevs av Charles Oberthür 1902. Heliconius bari ingår i släktet Heliconius och familjen praktfjärilar. Inga underarter finns listade i Catalogue of Life.